# Veronica Franco
Veronica Franco (Velence, 1546 – Velence, 1591) olasz kurtizán, költő, III. Henrik francia király szeretője. 

## Élete
1546-ban született a Velencei Köztársaságban, egy ottani kurtizán és ismeretlen apa leányaként. 

## Kurtizán
A reneszánsz Itáliában a prostituáltakat két csoportba sorolta a társadalom:
- Cortigiana onesta, vagyis az intellektuális, művelt kurtizán, aki jártas a kulturált társalgásban és a művészetekben

- Cortigiana di lume, vagyis a műveletlen, alantas viselkedésű, közönséges modorú, olcsó prostituált

Veronica édesanyja cortigiana onesta típusú kurtizán volt, aki ilyen téren jól kitanította lányát is. (Ezeket a kurtizánokat talán leginkább a japán gésákhoz lehetne hasonlítani, akik szintén nyújtottak bizonyos szolgáltatásokat, ugyanakkor szellemi téren is nagyon felkészültek voltak a gazdag, befolyásos férfiak szórakoztatására. Tudtak hangszeren játszani, énekeltek, táncoltak, fejlett volt a szókincsük, illemtudóak és nagyon olvasottak voltak, s jól ismerték, tiszteletben tartották országuk hagyományait.)
Veronica azt is kiválóan elsajátította, hogyan csábítson el vagyonos főurakat, s később hogyan használja ki ezen férfiak befolyását a saját boldogulása és jóléte érdekében. A lány még tizenéves korában feleségül ment egy gazdag itáliai fizikushoz, ám később bebizonyosodott, hogy elhibázott házasság volt. A frigy nem is tartott sokáig, Veronica pedig elhagyta férjét, egy vagyonos nemesember kitartottja lett, s onnantól kezdve már gyorsan elkezdett emelkedni a társadalmi ranglétrán. Ezt annak köszönhette, hogy magas rangú pártfogói révén ismeretségbe kerülhetett a kor itáliai arisztokratáival, sőt, még III. Henrik francia királlyal is volt egy rövid kis liezonja.
Veronicát a korszak legnépszerűbb és legismertebb kurtizánjai közé sorolta az Il Catalogo di tutte le principale et più honorate cortigiane di Venezia (Katalógus Velence minden fontos kurtizánjáról) című kiadvány. Ennek a részletes listának a kiadását Veronica szorgalmazta leginkább. A könyv név szerint megemlíti Velence luxusprostituáltjait, feltüntetve azok lakcímét s szolgáltatásaik árát is. (A katalógus úgy tünteti fel Veronica anyját, mint az a személy, aki átveszi a pénzt az érintett lányok nevében.) Addigra Veronica már egy gyermek édesanyja volt, aki több mint valószínű, hogy még a volt férjétől született.   

## Költő, mecénás, „feminista”
Az igen művelt Veronica két meghatározó verset is írt, az egyik 1575-ös keltezésű, s a Terze Rime , a másik pedig 1580-as, és a Lettere familiari a diversi címet kapta. A Terze Rime egy 18 versszakból álló, levelezésszerű, lírai költemény, a Lettere familiari a diversi (Bizalmas levelek különböző embereknek) pedig 50 írói levelet tartalmaz, s két szonettet is, melyeket Franco kifejezetten III. Henrik francia uralkodóhoz írt, aki még 6 évvel korábban látogatta meg a kéjnőt. Az ismert kurtizán több irodalmi gyűjtemény megjelentetésében játszott fontos szerepet. Ezek az antológiák a sajátján kívül más kortárs írók irodalmi munkáit is tartalmazták. 
Veronica szívén viselte sorstársai, vagyis a többi prostituált boldogulását is, s ezzel a céllal adakozott a saját vagyonából, azért, hogy segítse őket és gyermekeiket. Akárcsak a többi velencei cortiagana onesta, Veronica is szép kis vagyont halmozott fel csáberejének köszönhetően. Ezeknek a nőknek a környezete sokszor elítélte őket foglalkozásuk miatt, Franco mégis köztiszteletben álló, tekintélyes, független nővé küzdötte fel magát az évek során a velencei társadalomban.
Veronica mint nagy művészetpártoló értelmiségi asszony, mecénásokat keresett, hogy egyesíthessék vagyonukat az itáliai kulturális élet fejlődése érdekében. Ezen felül az 1570-es években több jeles irodalmi kört is alapított Velencében, ahová a könyv- és versbarátok időnként összegyűlhettek eszmét cserélni, és részt venni különböző irodalmi antológiák szerkesztésében.   
Veronica tudtán kívül a feminizmus egyik előfutára, egy ízben ezt írta a teremtés koronáival kapcsolatban: „Ha mi, nők fegyvert ragadunk, és olyan műveltek leszünk, mint a férfiak, meg tudjuk győzni őket arról, hogy nekünk is van kezünk, lábunk és szívünk, s habár kecsesek és finomak vagyunk, néhány gyöngéd férfira mégis azt mondják, erős, s noha egyesek keménynek mutatják magukat, valójában gyávák.”
Veronica a források szerint összesen hat gyermeknek adott életet, akik közül három még csecsemőkorban meghalt. Amikor 1575-ben a himlőjárvány végigvonult Itálián is, Franco azonnal elmenekült Velencéből, egyenesen Franciaországba. Ennek következtében a fiatal asszony elveszítette vagyona nagy részét, amikor ottani birtokait és házát, a káoszt kihasználva, ismeretlenek kifosztották. Csak 1577-ben tért vissza Velencébe, és rögtön meg kellett védenie önmagát és a többi, ottani kurtizánt az inkvizíció boszorkányvádjaival szemben. 
Szerencsére a per kimenetele jól alakult Veronica és sorstársai számára, s végül nem ítélték el őket, habár az azóta sem nyert bizonyítást, hogy velencei arisztokraták vetették volna latba befolyásukat a megmentéséért. 1577-ben Veronica sikertelenül próbálta meggyőzni a velencei városvezetést egy szegény sorsú nők részére létrehozandó menedékotthon megépítéséről. (A jótékony célú létesítmény vezetője ő maga lett volna.) Ebben az otthonban helyezték volna el Veronica elárvult unokaöccseit is, akik a himlőjárvány miatt veszítették el szüleiket.
A per lefolytatása után már csak homályos információk maradtak fenn Veronica Franco későbbi, 1580 utáni életének alakulásáról, de egyes feltételezések szerint ezek után az asszony elvesztette minden vagyonát, ugyanis az a gazdag úr, aki addig anyagilag támogatta, hirtelen meghalt. Ennek fényében úgy tűnik, az asszony már szegénységben töltötte élete utolsó éveit. 